# شفيلم
شفيلم (نوردراين وستفالن) (بالألمانية: Schwelm) هي district capital وبلدة ألمانية تقع في ألمانيا في دائرة ريفية إنبه رور ‏. يقدر عدد سكانها بـ 29,043 نسمة .

## المدن التوأمة
مدينة Fourqueux هي مدينة توأمة لـشولم (نوردراين وستفالن).

## أعلام
- غوستاف هاينيمان
- رولف روسمان
- أندرياس ساندر
- لودفيغ ويبر
- مارسيل أبياه